# Kampung Bulang
Kampung Bulang is een bestuurslaag in het regentschap Tanjung Pinang van de provincie Riau-archipel, Indonesië. Kampung Bulang telt 8696 inwoners (volkstelling 2010).